# أليا (صقلية)
عالية أو (نقحرة: أليا) (بالإيطالية: alia) هي بلدية في مقاطعة باليرمو في صقلية الإيطالية.

## السكان
تطور النمو السكاني لـ أليا (صقلية)